# سوسک‌های قارچ‌خور
سوسک‌های قارچ‌خور (نام علمی: Erotylidae) تیره‌ای از قاب‌بالان هستند. این خانواده بالغ بر ۱۰۰ سرده دارد. سوسک‌های قارچ‌خور نوعی آفت کشاورزی هستند و از برخی گیاهان مثل سرخس نخلی و قارچ‌ها تغذیه می‌نمایند. این سوسک‌ها در عمل گردافشانی نیز به سرخس نخلی کمک می‌کنند.